# Svende Merian
Svende Merian (* 25. Mai 1955 in Hamburg) ist eine deutsche Schriftstellerin.
Svende Merian studierte u. a. Geschichte, Germanistik und Pädagogik. Sie war zeitweise Mitarbeiterin der Hamburger Bürgerschaft mit dem Arbeitsschwerpunkt soziale Gerontologie. Seit 1992 arbeitet sie als Dozentin an der Volkshochschule Hamburg. Sie ist Mitglied im Friedrich-Bödecker-Kreis und gibt Lesungen und Workshops an Schulen.
Svende Merian erlangte in den 1980er Jahren Bekanntheit mit ihrem zunächst im Buntbuch-Verlag, später bei Rowohlt erschienenen Debüt-Roman Der Tod des Märchenprinzen, in dem sie schildert, wie ihre Liebesbeziehung zu dem Aktivisten Arne an seiner mangelnden Auseinandersetzung mit dem Patriarchat und Feminismus scheitert. Der Roman entwickelte sich zum Bestseller in der alternativen Szene.

## Werke
- Der Tod des Märchenprinzen. Hamburg, 1980, ISBN 978-3-688-11001-8.
- Von Frauen & anderen Menschen. Trier 1982.
- Mutterkreuz. Darmstadt [u. a.] 1983.
- Der Mann aus Zucker. Märchen, Darmstadt [u. a.] 1985.
- Vaters Hände. Frankfurt am Main 1990.
- Sehnsucht hat lange Beine. Hamburg 1994.
- Die Zauberflasche. Esslingen, Märchen, 1995 (zusammen mit Diana Radaviciute).
- Ach, hätt’ ich genommen den König Drosselbart. München 1999.
- Kafka und Computerspiele. Roman, Hörbuch Verlagsgesellschaft Dr. Dahms, Hamburg 2007.
- Das bleibt unter uns. mit Helga Rosenstock, Roman, Kindle Edition 2012.
- Die kleine Stadt zieht um. Märchen (Hrsg.: Stadtentwicklungsgesellschaft Hamburg), 2019.
- Geisterstunde am Serrahn. (Hrsg.: Stadtentwicklungsgesellschaft Hamburg), 2023.

## Herausgeberschaft
- Laßt mich bloß in Frieden. Hamburg 1981 (zusammen mit Henning Venske, Norbert Ney und Gerd Unmack).
- Nicht mit dir und nicht ohne dich. Reinbek bei Hamburg 1983 (zusammen mit Norbert Ney).
- Ein Lied, das jeder kennt. Rowohlt, Reinbek bei Hamburg 1985, ISBN 3-499-15521-4.
- Scheidungspredigten. Darmstadt [u. a.] 1986.
- Scheiden tut weh. Gütersloh 1985.

## Journalistische Arbeiten
- Buchbesprechungen im Buchjournal des Börsenvereins des deutschen Buchhandels und in anderen Medien